# Пономарёва, Лариса Николаевна
Лариса Николаевна Пономарёва (род. 1 июля 1949) — российский государственный деятель. Бывший представитель правительства Чукотского автономного округа в Совете Федерации.

## Биография
Окончила Московский институт электронного машиностроения.
С 2000 по 2001 год работала помощником депутата Государственной думы Романа Абрамовича. После избрания его губернатором Чукотского автономного округа, была назначена руководителем секретариата аппарата губернатора и правительства автономного округа. Она принимала непосредственное участие в решении вопросов, поступающих от населения региона по «горячей линии» губернатора, а также курировала вопросы переселения жителей округа в другие регионы.
В марте 2005 года Пономарёва вошла в Совет Федерации в качестве представителя исполнительного органа власти Чукотского АО. В Совете Федерации была членом комитета по социальной политике (с апреля 2005 по апрель 2006), с апреля 2006 года по январь 2008 — первый заместитель председателя комитета по социальной политике, с января 2008 года по ноябрь 2011 — первый заместитель председателя комитета по социальной политике и здравоохранению, с ноября 2008 по ноябрь 2011 года — член комиссии по делам молодёжи и туризму. В ноябре 2011 года вновь стала первым заместителем председателя комитета по социальной политике.
1 июля 2013 года в СМИ появилась информация о скором уходе Пономарёвой из Совета Федерации, что и произошло в сентябре того же года.
Награждена почётной грамотой Совета Федерации.

## Личная жизнь
Замужем за доктором физико-математических наук Владимиром Пономарёвым (р. 1945). Их сын Илья Пономарёв (р. 1975) — депутат Государственной думы V и VI созывов от партии «Справедливая Россия». С 2022 года живёт в эмиграции.